# ألان أوغدن
ألان أوغدن (بالإنجليزية: Alan Ogden)‏ (15 أبريل 1954 في المملكة المتحدة - ) هو لاعب كرة قدم بريطاني في مركز الدفاع. لعب مع شيفيلد يونايتد ونادي يورك سيتي وهدرسفيلد تاون.

## وصلات خارجية
- ألان أوغدن على موقع قاعدة بيانات كرة القدم.إي يو (الإنجليزية)